# 灌頂

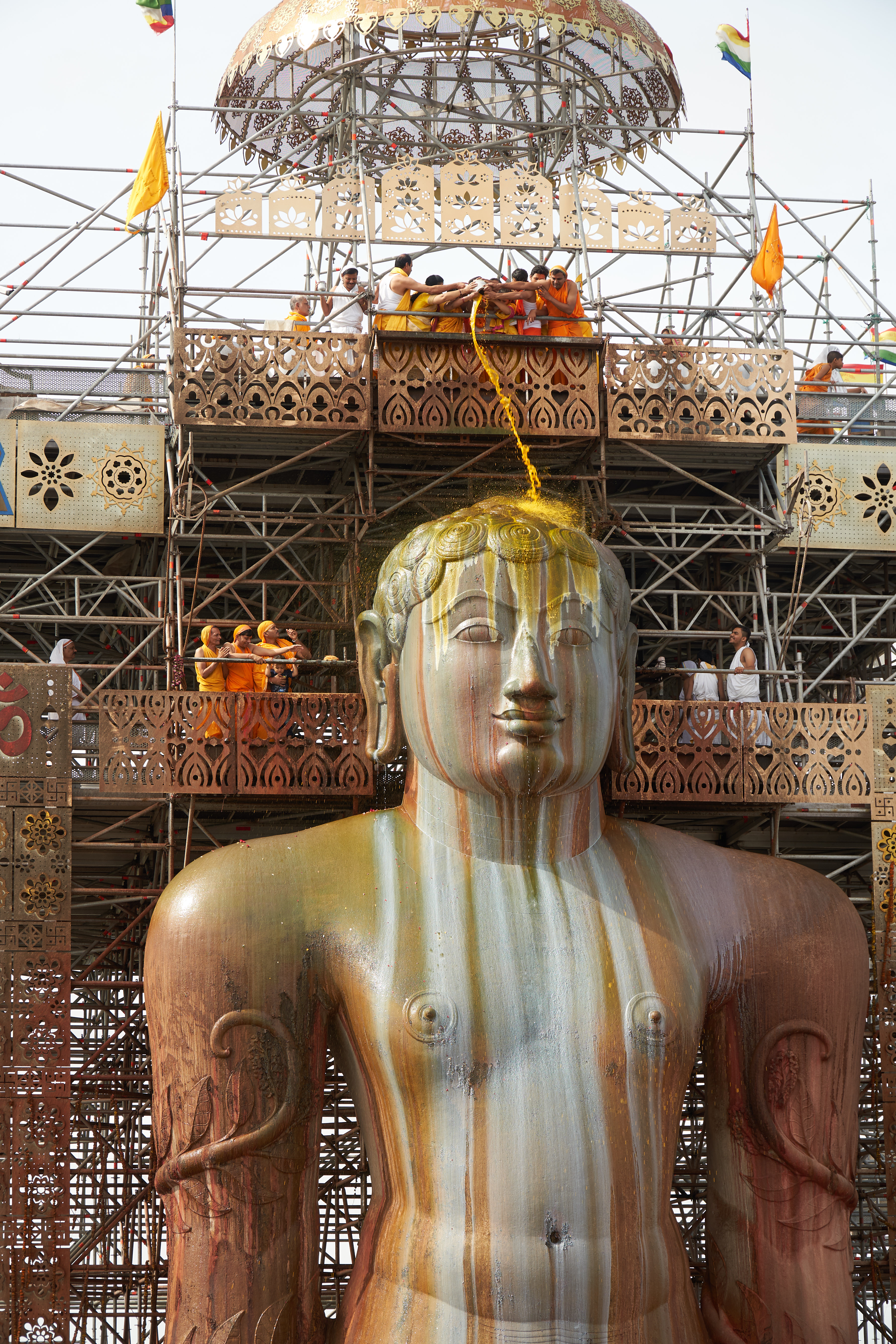
印度卡纳塔克邦的耆那教灌顶仪式

灌顶（羅馬化：abhiṣeka，羅馬化：dbang），其原來的意思是以四大海之水，灌在頭顶然後表示祝福之意，原為昔日印度國王冊立太子之儀式。大乘佛教中以灌顶表示佛位受职，菩萨于十地中之第九地入第十法云地时，得诸佛智水灌顶，称灌顶法王。或称菩萨修至十地，即受诸佛摩顶，称灌顶，表示入佛之界。
密教中以灌顶为阿闍黎向弟子印可传授时的一种仪式，一般表示如来五智的五瓶水灌注弟子顶，意为自此绍继法门，不断掉佛的种子(承认弟子是未来的往後的佛)。不空三藏解释说：“顶为头顶，表大行之尊高。灌为灌持，明诸佛之护念（守護憶念）。”如不灌頂而學，即是盜法，不但不得以成就，得了成就也要下地獄。
道教内丹修炼讲究“真种子”的产生。《悟真篇》说：“咽津纳气是人行，有药方能造化生。鼎内若无真种子，犹将水火煮空铛。” 一般需要师傅在弟子身上种下的灵性之根，或称先天太乙之真气（真种子）。另外道家还有“飞灵入窍”的方法。这都与佛家的灌顶有类似之处。不过道家的“鼎”和“窍”一般不必在头顶。

## 经論记载

### 經文
- 《华严经》卷二十七〈十地品〉云：“一切十方諸佛光明入是菩薩頂時，名為得職、名為入諸佛界，具佛十力，墮在佛數。佛子！譬如轉輪聖王大子成就王相，轉輪聖王令子在白象寶閻浮檀金座，取四大海水，上張羅幔，種種莊嚴幢幡妓樂，執金鐘香水，灌子頂上，即名為灌頂大王，具足轉十善道故，名轉輪聖王。菩薩摩訶薩亦如是，受職時，諸佛以智水灌是菩薩頂，名灌頂法王，具足佛十力故，墮在佛數，是名諸菩薩摩訶薩大智慧職地；以是職故，菩薩摩訶薩受無量百千億萬苦行難事，是菩薩得是職已，住法雲地，無量功德，智慧轉增。”

- 《华严经》卷八菩萨〈十住品〉、《菩萨璎珞本业经》卷上〈贤圣名字品〉等载，菩萨十住之第十位，称为灌顶住。

### 論述
- 《大日经疏》八曰：“如西方世人，受灌顶法时，取四大海水及境内一切河水，具置宝药穀等，作境内地图，令此童子踞师子座（獅子座），以种种珍宝庄严，所统眷属，随其大小，列次陪奉。韦陀梵志师，坐于象宝，以临其后，持此宝水，以注象牙，令堕其顶上。而後唱令，以告众人。又叹说古先哲王治人济代之法，如是随顺行者，当得寿命长远，本枝繁盛，克绍转轮之业。若不作如是事者，则当自退其位，殒身绝嗣。如是一一而教诲之。今此法王子灌顶，则不如是。陈列密严佛土法界大图，坐于妙法莲华自在神通师子之座，以本性清净智慧慈悲水具含万德，而灌其心。尔时诸菩萨众，下至八部众生，莫不欢喜赞喜而生敬仰。时阿阇梨，以法王遗训而教训之：从此以后，当得生如来家，定绍佛位。若不如是对明，则不知正法尊法也。”
- 《秘藏记》曰：“灌顶义，灌者诸佛大悲，灌顶者上之义。菩萨初地乃至等觉，究竟迁佛果时，诸佛以大悲水灌顶，即自行圆满，得证佛果，是顶义也。”
- 《表制集》一曰：“灌谓灌持，明诸佛护念，顶谓头顶，表大行尊高。”
- 《秘藏记钞》七曰：“以水灌顶，是五种中甘露灌顶也。自餘四种无洒水义，虽无洒水名灌顶，其故灌者大悲护念义。顶者佛果最顶义，诸佛护念，令至佛顶住。皆名灌顶也。”

## 灌顶种类
一般可分为结缘灌顶与传法灌顶两种。灌頂也表示同時向受灌者授戒。

### 唐密系統
灌顶分金刚界为五部，胎藏界为三部。五部者事业灌顶、秘印灌顶、心授灌顶、光明灌顶、甘露灌顶也。三部者，事业灌顶、秘印灌顶、心授灌顶也。

### 藏傳佛教
無上瑜伽部又分成四級灌頂：即寶瓶灌頂、秘密灌頂、智慧灌頂、勝義灌頂。領受灌頂後可修習相應法門，最受争议就是时轮金刚灌顶要男女双运。
灌顶”一词按梵文和藏文的原意是“授权”，就是授於学修密法的权力，也包含“培育”和“播种”之义，即培育成材和播种生产某种成果的善种。其內容包括传法、加持和净化。